# Keith Nobbs
Ne doit pas être confondu avec Keith Nobbs (footballeur).
Keith Nobbs est un acteur américain né le 9 avril 1979 à Chicago, Illinois.

## Filmographie

### Cinéma
- 2001 : Bad Luck! (Double Whammy) de Tom DiCillo : Duke
- 2002 : Phone Game (Phone Booth) de Joel Schumacher : Adam
- 2002 : La 25e Heure (25th Hour) de Spike Lee : Luke
- 2003 : Une si belle famille (It Runs in the Family) de Fred Schepisi : Stein
- 2005 : I Will Avenge You, Iago! de Zhenya Kiperman : le spectateur
- 2006 : Premium de Pete Chatmon (en) : Derick
- 2009 : In Search Of de Zeke Zelker : Andy
- 2010 : Weakness de Michael Melamedoff : Pete
- 2010 : The Briefcase de Jason Krawczyk : Dan

### Télévision
- 1998 : New York Undercover de Dick Wolf : Billy (série télévisée)

saison 4 épisode 3 (Pipeline)
- 1999 : Les Soprano (The Sopranos) de David Chase : étudiant au Bowdoin College (série télévisée)

saison 1 épisode 5 (Suspicion)
- 2001 : New York, police judiciaire (Law & Order) (saison 11, épisode 20) : Adam
- 2002 : New York, police judiciaire (Law & Order) (saison 12, épisode 14) : Evan Lario
- 2003 : New York, police judiciaire (Law & Order) (saison 14, épisode 8) : sergent George Meacham
- 2006 : New York, section criminelle (Law and Order: Criminal Intent) (saison 5, épisode 22) : Kevin Colemar
- 2007 : The Black Donnellys de Paul Haggis et Robert Moresco : Joey Ice Cream (série télévisée, VF : Sébastien Desjours)
- 2009 : Fringe de J. J. Abrams : Carl Bussler (série télévisée)

saison 1 épisode 16 (Contre nature)
- 2009 : Numb3rs de Nicolas Falacci : Ralph (série télévisée)

saison 5 épisode 21 (Le Prédateur)
- 2009 : En analyse (In Treatment) de Hagai Levi : Ely (série télévisée)

saison 2 épisode 23 (Oliver - Cinquième semaine)
- 2009 : New York, unité spéciale (Law and Order: Special Victims Unit) (saison 11, épisode 2) : Ed
- 2010 : The Pacific : PFC Wilbur 'Runner' Conley (série télévisée)

épisodes 1 à 6 
- 2010 : US Marshals : Protection de témoins (In Plain Sight) de David Maples : Charlie Connor (série télévisée)

saison 3 épisode 4 (Whistle Stop)
saison 3 épisode 8 (Son of Mann)
saison 3 épisode 11 (The Born Identity)
- 2022 : New York, unité spéciale (saison 23, épisode 10) : Darko Pavic

### Théâtre
- 1998 : Stupid Kids (en) de John C. Russell : John "Neechee" Crawford (Century Center for Performing Arts)
- 1998 : Hope is the Thing with Feathers (Greenwich House Theatre)
- 1999 : Le Lion en hiver (en) de James Goldman : John (Roundabout Theatre Company (en))
- 1999 : Fuddy Meers (en) de David Lindsay-Abaire (en) : Kenny (Manhattan Theatre Club)
- 2002 : Four : June (Greenwich House Theatre)
- 2002 : Free to Be... You and Me (en) (Greenwich House Theatre)
- 2003 : Dublin Carol (en) : Mark (Atlantic Theater Company)
- 2004 : The Triple Happiness : Mike (Second Stage Theatre (en))
- 2005 : Romance : Bernard (Atlantic Theater Company)
- 2005 : Dog Sees God: Confessions of a Teenage Blockhead (en) de Bert V. Royal : Van (Century Association (en))
- 2008 : Les Trois Sœurs d'Anton Tchekhov : Baron Tuzenbach (Williamstown Theatre Festival (en))
- 2010 : Lombardi (en) d'Eric Simonson (en) : Michael McCormick (Broadway)